# الدوري القطري 1968–69
إحصائيات دوري نجوم قطر في موسم 1968-69.

## نظرة عامة
فاز العروبة بالبطولة.